# イキレス

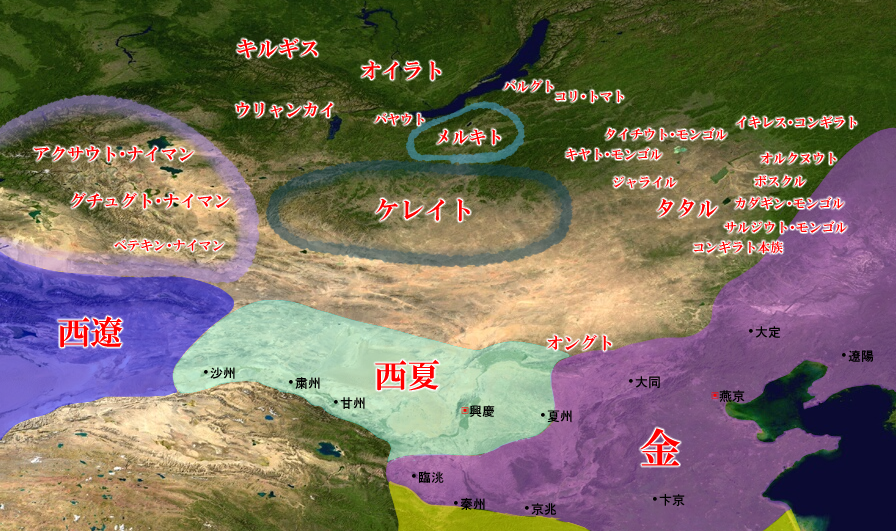
12世紀のモンゴル高原の諸部族

イキレス（モンゴル語: Iqires）とは、かつてモンゴル高原で活動した遊牧民族。コンギラト系諸部族の一派で、モンゴル部族とは代々姻戚関係を結んでおり、モンゴル帝国においても多数の后妃を輩出したことで知られる。

## 概要
『集史』「コンギラト部族志」によると、コンギラト諸部族は「黄金の壺」から産まれた始祖を同じくする一族であり、「黄金の壺」の第2子クバイ・シラからイキレス、オルクヌウトという2つの部族が生じたという。コンギラト諸部族は古くからモンゴル部と通婚関係を保ってきた姻族であり、上述の「黄金の壺」伝承もモンゴル部の「アラン・コア伝承」と相関関係にあると見られる。イキレス部の遊牧地について、『集史』は「カラウン・ジドゥン(現在のヒンガン山脈)」、『元史』は「エルグネ河(現在のアルグン川)」にあったと伝えている。
12世紀末、キヤト氏・ボルジギン氏の長テムジン(後のチンギス・カン)が勢力を拡大しつつあった頃、クバイ・シラの子孫たるイキレス部の長はブトゥという名の人物であった。テムジンは「第一次即位」によってキヤト氏の長に選出されたものの、同じモンゴル部族内でもタイチウト氏などこれを認めない勢力が多数おり、その地位は不安定なものであった。そこでテムジンはイキレス部首長のブトゥを味方に引き入れるべく使者を派遣し、自らの妹テムルンを嫁がせることを提案した。この申し出を快諾したブトゥはテムルンを娶って「キュレゲン(駙馬/婿)」を称し、チンギス・カンの勢力に参加した。
1206年、モンゴル高原を統一したチンギス・カンがモンゴル帝国を建国すると、ブトゥは帝国の幹部層たる千人隊長(ミンガン)に任ぜられた。ブトゥは『元朝秘史』の功臣表では87位、『集史』「チンギス・カン紀」の「千人隊長一覧」では左翼4番目の千人隊長として名前が挙がり、『集史』ではブトゥが「3つの千人隊」を総べていたと記されている。1213年に金朝遠征が始まるとブトゥは遼西一帯の攻略を担当し、この時の功績によって冠州(現在の冠県)と懿州(現在の阜新市)の2州を与えられた。この2州は元末に至るまでブトゥ家の投下領として代々受け継がれることとなる。
1218年、チンギス・カンは金朝侵攻の指揮権をジャライル部のムカリに委ね、ウルウト部を率いるケフテイ、マングト部を率いるモンケ・カルジャ、コンギラト部を率いるアルチ・ノヤン、イキレス部を率いるブトゥ・キュレゲン、諸部族混合兵を率いるクシャウルとジュスク、現地徴発の契丹・女真・漢人兵を率いるウヤルらがその指揮下に入った。この軍団の内、特にジャライル部・マングト部・コンギラト部・ウルウト部・イキレス部の5部はこれ以降一つの軍団として扱われることが多くなり、「左手の五投下」と総称されるようになる。
イキレス部及び「五投下」にとって転機となったのは1260年に始まる帝位継承戦争とクビライの即位であった。五投下諸部族はクビライの即位を強く支持し、内戦ではクビライ派の主力としてシムルトゥ・ノールの戦いなどで奮戦し、これらの功績によってクビライによって創始された大元ウルスでは極めて高い地位を与えられた。クビライが新たな首都として建設した大都・上都の首都圏は「五投下」の遊牧地に隣接する地域であり、この地域に首都圏を建設したのは「五投下」諸侯に便宜を図る意図があったためと考えられている。
1368年に大元ウルスが大都を失い北遷した後(北元)のイキレス部の動向は不明である。

## イキレス駙馬王家
- ノクズ（Nokuz ＞捏群/niēqún,نکوز/nukūz）
  - 昌忠武王ブトゥ・キュレゲン（Butu Küregen ＞孛禿/bótū,بوتو گورکان/būtū gūrkān）
    - 昌武定王フルダイ・キュレゲン（Huldai Küregen ＞鎖児哈/suŏérhā,هواودای گورکان/hūldāī gūrkān）
      - 忠靖王ジャクルチン（J̌aqurčin Küregen ＞札忽児臣/zhāhūérchén）
        - ユレクテイ（Yürektei ＞月列台/yuèliètái）
          - トベテイ（Töbetei ＞脱別台/tuōbiétái）

        - 昌忠宣王クリル（Quril Küregen ＞忽憐/hūlián）
          - 昌王アシク（Ašiq Küregen ＞阿失/āshī）
            - 昌王バラシリ（Balaširi Küregen ＞八剌失里/bālàshīlǐ）
              - 昌王シーラップ・ドルジ（Širap Dorǰi Küregen ＞沙藍朶児/shālánduŏér）

      - クトクタイ・カトン（Qutuqtai Qatun ＞明里忽都魯/mínglǐhūdōulŭ,قوتوقتای خاتون/qūtūqtāī khātūn）

    - デレケイ・キュレゲン（Derekei Küregen ＞帖里干/tièlǐgān,دارکی گورکان/dārkai gūrkān）
      - ブカ（Buqa ＞孛花/bóhuā）
      - ソゲドゥ（Sögedü ＞唆哥都/suōgēdōu）
        - ブリルギデイ（Bürilgidei ＞卜里吉歹/bǔlǐjídǎi）

## 昌国公主
1. 昌国大長公主テムルン(Temülün ＞帖木倫/tièmùlún)…イェスゲイ・バートルの娘で、昌忠武王ブトゥに嫁ぐ
2. 昌国大長公主コアジン・ベキ(Qoačin begi ＞火臣別吉/huŏchénbiéjí,فوجین بیکی/fūjīn bīkī)…チンギス・カンの娘で、テムルンの死後その地位を継いでブトゥに嫁ぐ
3. 昌国大長公主イキレス(Ikires ＞亦乞列思/yìqǐlièsī)…ブトゥの息子デレケイに嫁ぐ
4. 昌国大長公主チャブン(Čabun ＞茶倫/chálún,جابون/jābūn)…チンギス・カンの娘で、イキレスの死後その地位を継いでデレケイに嫁ぐ
5. 昌国大長公主アルトゥン(Altun ＞安禿/āntū)…オゴデイの息子クチュの娘で、ブトゥの息子昌武定王フルダイに嫁ぐ
6. ウルウジン公主(Yesünǰin ＞吾魯真/wúlŭzhēn)…クビライの娘で、デレケイの息子ブカに嫁ぐ
7. 昌国大長公主イェスンジン(Yesünüǰin ＞也孫真/yĕsūnzhēn)…オゴデイの息子クチュの娘で、ブトゥの息子昌武定王フルダイに嫁ぐ
8. ルルカン公主(Luluqan ＞魯魯罕/lŭlŭhǎn)…デレケイの息子ソゲドゥに嫁ぐ
9. ルルン公主(Lulun ＞魯倫/lŭlún)…ルルカンの死後、その地位を継いでデレケイの息子ソゲドゥに嫁ぐ
10. 昌国大長公主バヤルン/(Bayalun ＞伯雅倫/bǎiyǎlún)…モンケ・カーンの娘で、ジャクルチンの息子昌忠宣王クリルに嫁ぐ
11. 昌国大長公主ブラルキ/(Bulargi ＞卜蘭奚/bŭlánxī)…バヤルンの死後、その地位を継いで昌忠宣王クリルに嫁ぐ
12. ブヤンケルミシュ公主(Buyankelmiš ＞普顔可里美思/pŭyánkĕlǐmĕisī)…ソゲドゥの息子ブリルギデイに嫁ぐ
13. 昌国大長公主イリク・カヤ(Ilig qaya ＞益里海涯/yìlǐhǎiyá)…テムル・カーンの娘で、クリルの息子昌王アシクに嫁ぐ
14. 昌国大長公主マイディ(Maidi ＞買的/mǎide)…モンケ・カーンの孫娘で、イリク・カヤの死後にその地位を継いで昌王アシクに嫁ぐ
15. 昌国大長公主エル・カヤ(El qaya  ＞烟合牙/yānhéyá)…アシクの息子昌王バラシリに嫁ぐ
16. 昌国大長公主ウルク(Ürük ＞月魯/yuèlŭ)…バラシリの息子昌王シーラップ・ドルジに嫁ぐ
17. ヌウルン公主(Nu'ulun ＞奴兀倫/núwùlún)…クリルの弟ソロンガに嫁ぐ